# Cédric Bakambu
Cédric Bakambu, född 11 april 1991 i Vitry-sur-Seine, Frankrike, är en kongolesisk fotbollsspelare som spelar för spanska Real Betis.

## Klubbkarriär
I sin tidiga karriär höll Bakambu till i franska Sochaux. Den 28 februari 2018 värvades Bakambu av kinesiska Beijing Guoan. Den 13 januari 2022 värvades Bakambu till Marseille, där han skrev på ett kontrakt till sommaren 2024.
Den 16 september 2022 värvades Bakambu av grekiska Olympiakos. Den 29 juni 2023 meddelade UAE Pro League-klubben Al-Nasr att de skrivit ett tvåårskontrakt med Bakambu. Redan den 23 juli 2023 värvades Bakambu av turkiska Galatasaray, där han skrev på ett tvåårskontrakt.
Den 1 februari 2024 värvades Bakambu av spanska Real Betis, där han skrev på ett 2,5-årskontrakt.

## Landslagskarriär
Bakambu debuterade för Kongo-Kinshasas landslag den 9 juni 2015 mot Kamerun (1–1).